# PEZ

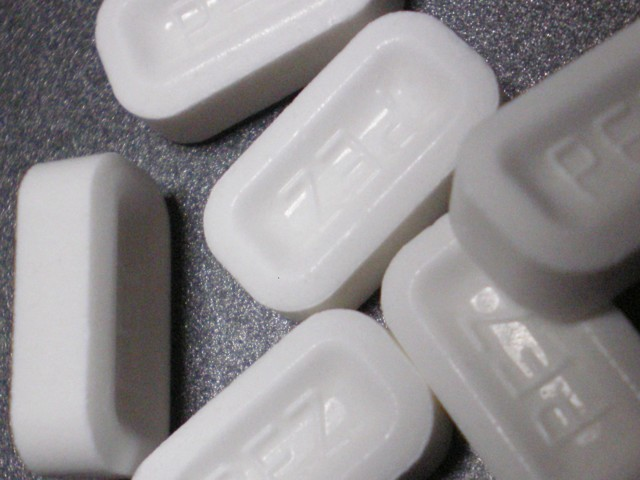
PEZ-snoepjes

PEZ is een Oostenrijks snoepmerk. Het is in 1927 door Eduard Haas op de markt gebracht als vervanging voor sigaretten. De naam is afgeleid van het Duitse woord voor pepermunt: Pfefferminz.
De pepermuntjes werden aanvankelijk in blikken doosjes aan de man gebracht, maar in 1949 volgde de revolutionaire van plastic gemaakte dispenser. Vanaf de jaren vijftig werd het marketingpotentieel van de dispensers ten volle uitgebuit, door de bovenkant uit te voeren als kopjes van stripfiguren, die in de loop der jaren verzamelobjecten zijn geworden.

## Ingrediënten en voedingswaarde
Volgens de opgave van de fabrikant zijn de PEZ-pepermuntjes glutenvrij en bevatten ze geen dierlijke grondstoffen. Honderd gram PEZ bevat 94,6 g koolhydraten (pure sacharose), 1,6 g vet en 330 mg aan natrium.
Ingrediënten: suiker, glucosestroop, zuurmiddel (citroenzuur), zuurteregelaar (trinatriumcitraat), geharde plantaardige olie, een emulgator en aroma.